# Черемошненська сільська рада (Погребищенський район)
| Черемошненська сільська рада — колишній орган місцевого самоврядування у Погребищенському районі Вінницької області з адміністративним центром у с. Черемошне. Сільській раді підпорядковані населені пункти: - с. Черемошне - с. Веселівка - с. Кулешів - с. Степанки |

## Склад ради
Рада складається з 16 депутатів та голови.

## Керівний склад сільської ради
| ПІБ                            | Основні відомості                                                                 | Дата обрання | Дата звільнення |
| ------------------------------ | --------------------------------------------------------------------------------- | ------------ | --------------- |
| Форотинський Валентин Іванович | Сільський голова, 1952 року народження, освіта, член Народно-демократичної партії | 26.03.2006   | 31.10.2010      |
| Омельчук Василь Петрович       | Сільський голова, 1965 року народження, освіта вища, безпартійний                 | 31.10.2010   |                 |

Примітка: таблиця складена за даними джерела